# Ekaterine Abuladze
Ekaterine Abuladze, conhecida como Eka (em georgiano:  ეკატერინე აბულაძე) (nascida em 13 de outubro de 1964) é uma pintora georgiana.
Nascida em Tbilisi, Abuladze estudou na Academia de Artes desta cidade, matriculando-se em 1983 e concluindo a licenciatura em artes plásticas em 1989. Mais tarde retornou à instituição em 1992 para estudar Arquitetura, formando-se nessa faculdade em 1994. Durante a sua carreira expôs extensivamente na Geórgia e no exterior. Além da pintura, Abuladze também trabalhou como estilista. Ela dirige um estúdio de ensino em Tbilisi. Várias pinturas suas podem ser encontradas na colecção do Museu de Belas Artes da Geórgia.